# Mário de Sampayo Ribeiro
Mário de Sampayo Ribeiro GOSE (Lisboa, 4 de dezembro de 1898 — 13 de maio de 1966) foi um importante musicólogo, pedagogo, crítico de música, regente coral e compositor português.

## Biografia
Nasceu em Lisboa em 1898. Frequentou o Conservatório Nacional de Lisboa entre 1915 e 1919, onde estudou piano, violoncelo e harmonia. .
Fez parte de várias associações e academias ligadas à arqueologia, história e música. Em 1941 tornou-se o primeiro regente do coro Polyphonia  - Schola Cantorum, cargo que ocupou até à sua morte em 1966. Coube-lhe a autoria da obra Do Sítio de Nossa Senhora ao actual Largo da Ajuda  publicada pela Câmara Municipal de Lisboa em 1936. Colaborou no quinzenário lisboeta O Comércio da Ajuda  (1931-1937) e também no Boletim dos Museus Nacionais de Arte Antiga   (1939-1943).
Editou obras dos compositores Fr. Manuel Cardoso, Francisco Martins, D. Pedro de Cristo, Diogo Dias Melgaz, Filipe de Magalhães.
Foi agraciado em 11 de março de 1959 com as insígnias de oficial da Ordem Militar de Sant'Iago da Espada.
Em 1978, a Câmara Municipal de Lisboa homenageou o historiador e musicólogo dando o seu nome a uma rua na zona da Quinta das Mouras, em Lisboa.
O seu espólio musical e literário encontra-se na Biblioteca Nacional de Portugal.

## Harmonizações
Um dos seus legados mais duradouros é o seu conjunto de harmonizações de canções de Natal como:
- Menino Jesus, que é da Vossa camisinha?
- Nasceu, nasceu, pastores
- Natal cigano
- Natal da Aldeia Nova de São Bento
- Natal da Ilha da Madeira
- Natal da Índia Portuguesa
- Natal de Alferrarede
- Natal de Campo Maior
- Natal de Cardigos
- Natal de Castro Vicente
- Natal de Elvas (O Menino chora, chora)
- Natal de Elvas (O Menino que nasceu)
- Natal de Évora
- Natal de Linhares
- Natal do Ribatejo
- Reis da Aldeia Nova de São Bento
- Sou cigana (Natal de Elvas)[9][10][11]

## Edições Musicais
- Sete Alleluias inéditas: (dum códice do mosteiro de Arouca), Ed. Ora & Labora, (Porto, 1953).
- 8 responsórios da Semana Santa: Francisco Martins: transcritos em notação moderna e revistos por Mário de Sampayo Ribeiro, Sassetti, (Lisboa, 1954).
- Fr. Manuel Cardoso: 12 trechos selectos, transcritos em notação moderna e revistos pelo Pe. José Augusto Alegria, Sassetti, (Lisboa, 1955).
- 6 trechos selectos D. Pedro de Cristo: transcritos em notação moderna e revistos por Mário de Sampayo Ribeiro, Sassetti, (Lisboa, 1956).
- Diversos autores: 13 obras selectas: transcritas e revistas ou originais, Sassetti, (Lisboa, 1957).
- 9 Motetos da Quaresma: Diogo Dias Melgaz, transcritos e revistos por Mário de Sampayo Ribeiro, Sassetti, (Lisboa, 1959).
- 10 Trechos Selectos: Filipe de Magalhães: Transcritos e Revistos por Mário de Sampayo Ribeiro, Sassetti, (Lisboa, 1961).

## Obra Literária (Selecção)
- O "Renascimento Musical" e o sr. Rui Coelho, o maior compositor português de todos os tempos: Pequenas variações sobre temas "geniais" A "Oratória" Fátima - Nec plus ultra, (1931)
- A obra musical do padre António Pereira de Figueiredo, [S.l. : s.n.], (1932).
- No centenário da morte de Marcos Portugal, Imprensa da Universidade, (Coimbra, 1933).
- Carlos de Seixas nas 'Figuras Históricas de Portugal', Sep. de: Estudos Portugueses do Integralismo Lusitano, fasc. 12, v. 1, Tipografia Inglesa, (Lisboa, 1933).
- Luisa Todi, S. Industriais da C. M. L., (Lisboa, 1934).
- Damião de Goes na Livraria Real da Música, [S.l. : s.n.], (1935).
- Do justo valor da canção popular: Conferência do curso de férias realizada no claustro do Museu de Castro Guimarães em Cascais, na tarde de 29 de Agosto de 1934 , Imp. Nacional, (Lisboa, 1935).
- A música em Portugal nos séculos XVIII e XIX : bosquejo de história crítica, Inácio Pereira Rosa, (Lisboa, 1936 ou 1938).
- Do sítio de Nossa Senhora ao actual Largo da Ajuda: conferencia, Anais das Bibliotecas, (Lisboa, 1936).
- As guitarras de Alcácer e a guitarra portuguesa, [s.n.], (Lisboa, 1936).
- Da velha Algés, [s.n.], (Lisboa, 1938).
- Igreja da Conceição Velha, Imp. Libânio da Silva, (Lisboa, 1938).
- A destronação de El-Rei D. Afonso VI e a anulação do seu matrimónio: 1667-1668, [s.n.], (Lisboa, 1938).
- Sobre o fecho do 'Auto Cananeia', [s.n.], (Lisboa, 1938).
- A música em Coimbra, Universidade de Coimbra, (Coimbra, 1939).
- José António Carlos de Seixas, Coimbra Editora, (Coimbra, 1939).
- Presépios, Vilancicos de Barro : Música do Natal Português, Editorial Império, (Lisboa, 1939).
- Do sítio da Junqueira, Câmara Municipal, (Lisboa, 1939).
- A Igreja e o Convento de Nossa Senhora da Graça, de Lisboa, [s.n.], (Lisboa, 1939).
- A Calçada da Ajuda, [s.n.], (Lisboa, 1940).
- Utilidades da música através dos tempos, Império, (Lisboa, 1940).
- Os manuscritos musicais n.os 6 e 12 da Biblioteca Geral da Universidade de Coimbra: Contribuição para um catálogo definitivo, Biblioteca Geral da Universidade, (Coimbra, 1941).
- A missa da meia noite do ano de 1527 no Paço da Ribeira, Império, (Lisboa, 1941).
- Margem do Cancioneiro de Manuel Joaquim, Revista Brotéria, Separata, volume XXXII, fascículo 5 [S.l. : s.n.], (Lisboa, 1941).
- À memória de Léon Jamet, Extracto da crónica "De Música" publicada em "O Ocidente", volume XIII, [S.l. : s.n.], 1941.
- Elogio histórico de el-rei Dom João, o quarto, (Lisboa, 1942).
- Do Mosteiro da Madre de Deus, em Xabregas e da sua excelsa fundadora, Editorial Império, (Lisboa, 1942).
- Aspectos musicais da exposição de 'Os primitivos portugueses', Centro de Estudos de Arte e Museologia, (Lisboa, 1943).
- O estilo expressivo, raiz da música polifónica portuguesa, Marânus, (Porto, 1943).
- Luísa de Aguiar Todi : estudos diversos, Edições Ocidente, (Lisboa, 1943).
- O retrato de Damião de Goes, por Alberto Dürer: Processo e história de uma atoarda, Instituto Alemão, (Coimbra, 1943).
- No centenário de um grande esquecido João Augusto da Graça Barreto, Império, (Lisboa, 1945).
- Do Sítio do Restelo e das suas igrejas de Santa Maria de Belém, [S.l. : s.n.], (1945).
- O castelo de Alvito, Fialho de Almeida; (pref., adit., notas), Soc. Astória, (Lisboa, 1946).
- A Lisboa de ontem e de hoje do Sr. Rocha Martins: Considerações feitas ao correr da pena, Editorial Império, (Lisboa, 1946).
- Uma nota ao "Cancioneiro geral" de Garcia de Resende : as trovas das "pãcadas dos cantores" lidas por um músico, [s.n.], (Coimbra, 1946).
- Nossa Senhora na música de Portugal, Liv. Cruz, (Braga, 1948).
- Do sítio do Restelo e das suas igrejas de Santa Maria de Belém, [S.l. : s.n.],  (1949).
- O drama de Gomes Leal : conferência, Câmara Municipal, (Lisboa, 1949).
- Considerações à margem do folclore musical: As bandas civis do concelho de Oliveira de Azeméis: Uma carta para o Dr. António Luiz Gomes, Obra Social de S. Martinho de Gândora, (Lisboa, 1954).
- A gente canta na aldeia, ilustrações de António Vaz Pereira, Campanha Nacional de Educação de Adultos, (Lisboa, 1955).
- Preito em louvor da arte de Malhoa, [s.n.], (Lisboa, 1956).
- No 204º aniversário do nascimento de Luísa de Aguiar Todi, Serv. Culturais da Câmara Municipal, (Setúbal, 1957).
- Respuestas a las dudas que se pusieron a la Missa "Panis Quem Ego Dabo" de Palestrina: El-Rei Dom João Quarto, Edição fac-simile, introd. e notas de M. Sampayo Ribeiro. Inst. de Alta Cultura, (Lisboa, 1958).
- El-Rei D. João IV príncipe-músico e príncipe da música, Academia Portuguesa da História, (Lisboa, 1958).
- No quarto centenário da morte del-Rei D. João III (1557-1957): Alguns testemunhos e juízos a respeito de sua pessoa e de seu reinado, [s.n.], (LIsboa, 1958).
- A propósito da inscrição sepulcral do fundador da ermida de Nossa Senhora da Oliveira de Lisboa, [s.n.], (Lisboa, 1958).
- A gravura de Filipe Galle e o desenho da "Albertina, [s.n.], (Porto, 1958).
- A raínha Dona Leonor de Lencastre e os alvores do teatro português, [s.n.], (Lisboa 1959).
- El-Rei D. João III e o Claustro da Manga do Mosteiro de Santa Cruz de Coimbra, [s.n.], (Coimbra, 1959).
- Do padre Francisco Martins e do seu precioso espólio musical, [s.n.], (Évora, 1959).
- "A data da morte do Padre-mestre Filipe de Magalhães", Olisipo, vol. XXIV, 9, (1961).
- Frei Manuel Cardoso: Contribuição para o estudo da sua vida e da sua obra, [s.n.], (Lisboa, 1961).
- A estátua do Infante Dom Henrique em Liverpul, [s.n.], (Lisboa, 1961).
- Da singularidade e das anomalias da iconografia do Infante Dom Henrique, [s.n.], (Lisboa, 1962).
- O Professor Joaquim Fontes realizador de beleza, Associação dos Arqueólogos Portugueses, (Lisboa, 1962).
- A chula, verdadeira canção nacional: Fernando de Castro Pires de Lima ; pref. Mário de Sampaio Ribeiro, Fund. Nac. para a Alegria no Trabalho, (Lisboa, 1962).
- No rescaldo do Festival Folclórico Internacional do Estoril, Junta Distrital, (Porto, 1963).
- A "Arte de Cantollano", de autor desconhecido, (R. 14670), da Biblioteca Nacional de Madrid e a "Arte" de Juan Martinez, Of. Gráf. da Coimbra Editora, (Coimbra, 1963).
- Joaquim Casimiro Júnior (1808-1862), [s.n.], (Lisboa, 1963).
- Da iconografia, [s.n.], (Lisboa, 1963).
- A minha colaboração no 'Dicionario de la musica labor', [s.n.], (Lisboa, 1964).
- O olifante de Drumond-Castle, Editorial Império, (Lisboa, 1964).
- Defensa de la musica moderna contra la errada opinion del obispo Cyrilo Franco, El-Rei D. João IV, (Pref., introd. e notas), Universidade, (Coimbra 1965).
- Livraria de música de El-Rei D. João IV: Estudo musical, histórico e bibliográfico, (Lisboa, 1967).
- Lux Bella / Domingo Marcos Duran; invest. Mário de Sampayo Ribeiro; pref., introd. e cotejo de Constança Capdeville, Instituto de Alta Cultura, (Lisboa, 1969).